# Halictus trimeni
Halictus trimeni is een vliesvleugelig insect uit de familie Halictidae. De wetenschappelijke naam van de soort werd voor het eerst geldig gepubliceerd in 1920 door Theodore Dru Alison Cockerell.